# Dontostemon glandulosus
Dontostemon glandulosus är en korsblommig växtart som först beskrevs av Grigorij Silych Karelin och Ivan Petrovich Kirilov, och fick sitt nu gällande namn av Otto Eugen Schulz. Dontostemon glandulosus ingår i släktet Dontostemon och familjen korsblommiga växter. Inga underarter finns listade i Catalogue of Life.